# ベン・クック
ベンジャミン・タイラー・クック（Benjamin Tyler Cook、1997年12月11日 - ）は、アメリカ合衆国の俳優。

## 経歴
クックは1997年12月11日にノースカロライナ州イーデンで生まれ、ニューヨーク市とバージニア州ロートンで育った。
クックは7歳のとき、バージニア州北部のメトロポリタン スクール オブ ジ アーツ でダンスの勉強を始め、中学校と高校時代にニューヨーク市のプロフェッショナル・パフォーミング・アーツ・スクールに通った。

## 主な出演作品
- 2010: 30 ROCK/サーティー・ロック (30 Rock)
- 2013: ハウス・オブ・カード 野望の階段 (House of Cards)
- 2014: Veep/ヴィープ (Veep)
- 2017: LAW & ORDER:性犯罪特捜班 (Law & Order: Special Victims Unit)
- 2018: パテルノ (Paterno)
- 2021: ウエスト・サイド・ストーリー (West Side Story)
- 2022: ファーストレディ (The First Lady)[4]
- 2022: プリティ・リトル・ライアーズ: 原罪 (Pretty Little Liars: Original Sin)[5]

## 演劇
- 2007–2008: クリスマス・キャロル (A Christmas Carol)
- 2008: マクベス (Macbeth)
- 2009: 天国は黒く吊るされている (The Heavens Are Hung in Black)
- 2009–2010: ラグタイム (Ragtime)
- 2010–2011: 黄金時代 (The Golden Age)
- 2011–2013: リトル・ダンサー (Billy Elliot the Musical)
- 2014–2016: ニュージーズ (Newsies The Musical)
- 2016: 時をさまようタック (Tuck Everlasting)
- 2017–2019: ミーン・ガールズ (Mean Girls)
- 2019–2020: ウエスト・サイド物語 (West Side Story)